# Romanització d'Hispània
La romanització d'Hispània és el procés pel qual la cultura de l'antiga Roma es va introduir a la península Ibèrica en el context de domini romà sobre aquest territori.

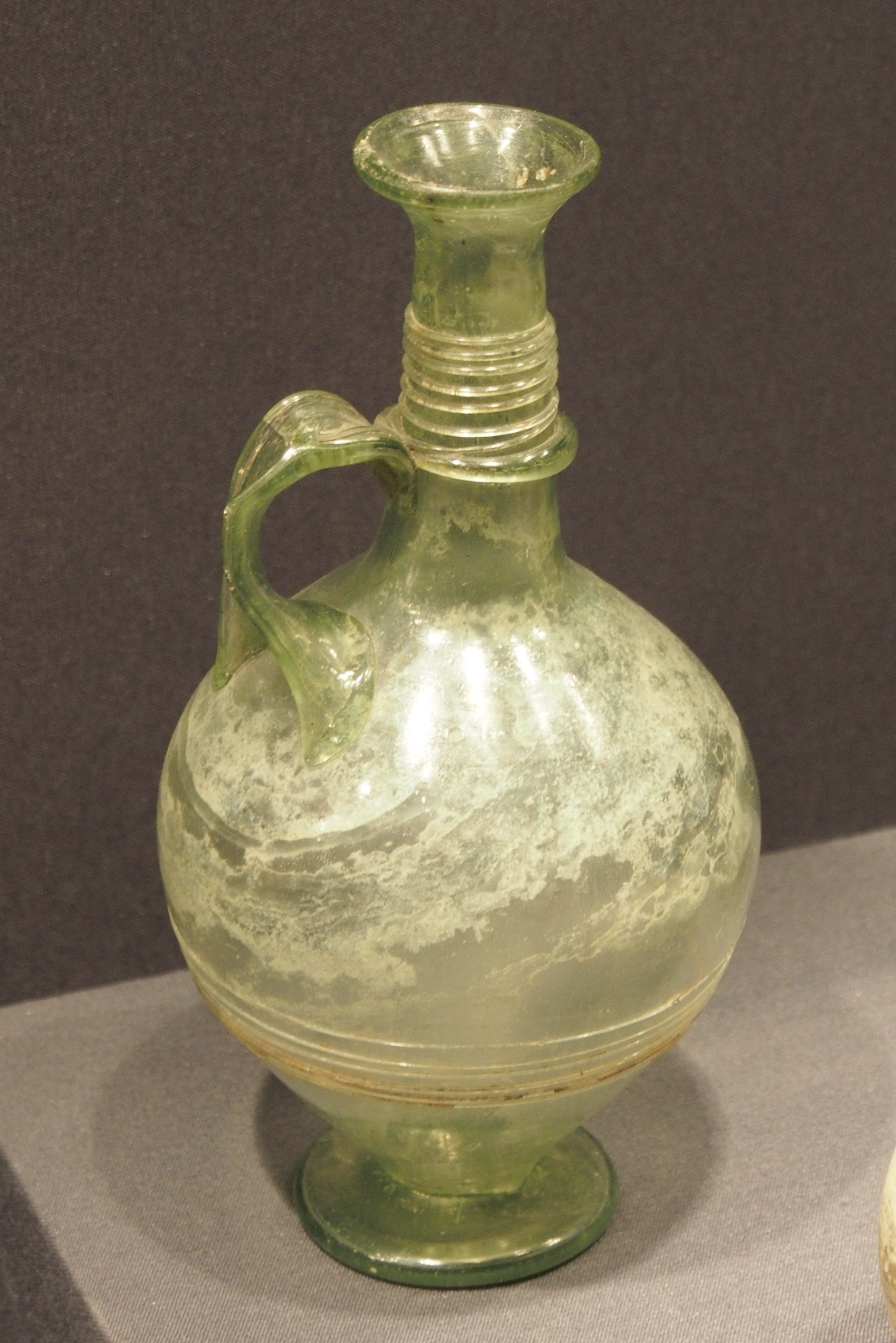
Gerra de vidre, museu de Valladolid. Els romans van ser grans impulsors del treball en vidre bufat.

Al llarg dels segles de domini romà sobre les províncies d'Hispània, els costums, la llengua, la religió, les lleis i, en general, la manera de vida de Roma, es va imposar amb força en la població indígena, al que es va sumar una gran quantitat d'itàlics i romans emigrats. Junts van formar el mosaic de cultures hispanoromanes. La civilització romana, tècnicament més avançada que les anteriors cultures peninsulars, tenia importants mitjans per a implantar-se, entre els quals hi havia: 
- La creació d'infraestructures als territoris sota el govern romà, la qual cosa millorava tant les comunicacions com la capacitat d'absorbir població d'aquestes zones.
- La millora, en gran part causat per aquestes infraestructures, de la urbanització de les ciutats, impulsada a més per serveis públics utilitaris i d'oci, desconeguts fins llavors a la península, com aqüeductes, termes, teatres, amfiteatres, circs, etc.[cal citació]
- La creació de colònies de repoblació com a recompensa per als soldats veterans, així com la creació de latifundis de producció agrícola extensiva, propietat de famílies benestants i que, o bé procedien de Roma i el seu entorn, o eren famílies indígenes que adoptaven amb rapidesa els costums romans.

### Els municipis
Encara que la influència romana va tindre una gran repercussió a les ciutats existents en la península, els majors esforços urbanístics es van concentrar en les ciutats noves, com Tàrraco (l'actual Tarragona), Augusta Emèrita (avui Mèrida) o Itàlica (en l'actual Santiponce, a prop a Sevilla).
Els municipis romans o colònies es concebien com a «imatges de la capital en miniatura». L'execució dels edificis públics era a càrrec dels curatores operatum o eren regentats directament pels suprems magistrats municipals.
Per emprendre qualsevol obra a càrrec dels fons públics calia l'autorització de l'emperador. El patriotisme local impulsava les ciutats a rivalitzar per veure quina construïa més i millor, i animava els veïns més adinerats dels municipis. La set de glòria feia que els seus noms passessin a la posteritat associats als grans monuments.

Les obres públiques escomeses amb fons particulars no requerien l'autorització de l'emperador. Els urbanistes decidien l'espai necessari per a les cases, places i temples estudiant el volum d'aigua necessari i el nombre i amplària dels carrers. En la construcció de la ciutat col·laboraven soldats, camperols i sobretot presoners de guerra i esclaus propietat de l'estat o dels grans homes de negocis.

#### Tarraco
La Tarraco romana era a l'origen un campament militar establert pels dos germans, consulars, Cneo Corneli Escipió  i Publi Corneli Escipió en 218 aC, quan van comandar el desembarcament en la península Ibèrica, durant la segona guerra púnica. És recordant aquest primer vincle pel que Plini el Vell caracteritza a la ciutat com Scipionum opus, "obra dels Escipions" (Nat.Hist. III.21, i acaba "...sicut Carthago Poenorum"). Isidor de Sevilla, encara que ja al segle vii, és una mica més explícit sobre l'abast de l'obra escipionea: Terraconam in Hispània Scipiones construxerunt; ideo caput est Terraconensis provinciae (Etymol. XV.1.65).
En efecte, Tarraco va ser des del principi la capital de la més reduïda Hispània Citerior republicana, i més tard de la molt extensa i coneguda com a Província Hispània Citerior Tarraconensis, malgrat la notòria excentricitat. Possiblement cap a l'any 45 aC Juli Cèsar canviaria el seu estatus pel de colònia de ciutadans romans, la qual cosa es reflecteix en l'epítet Iulia del seu nom complet formal: Colònia lulia Urbs Triumphalis Tarraco, el mateix que mantindria durant l'Imperi.

#### Augusta Emèrita

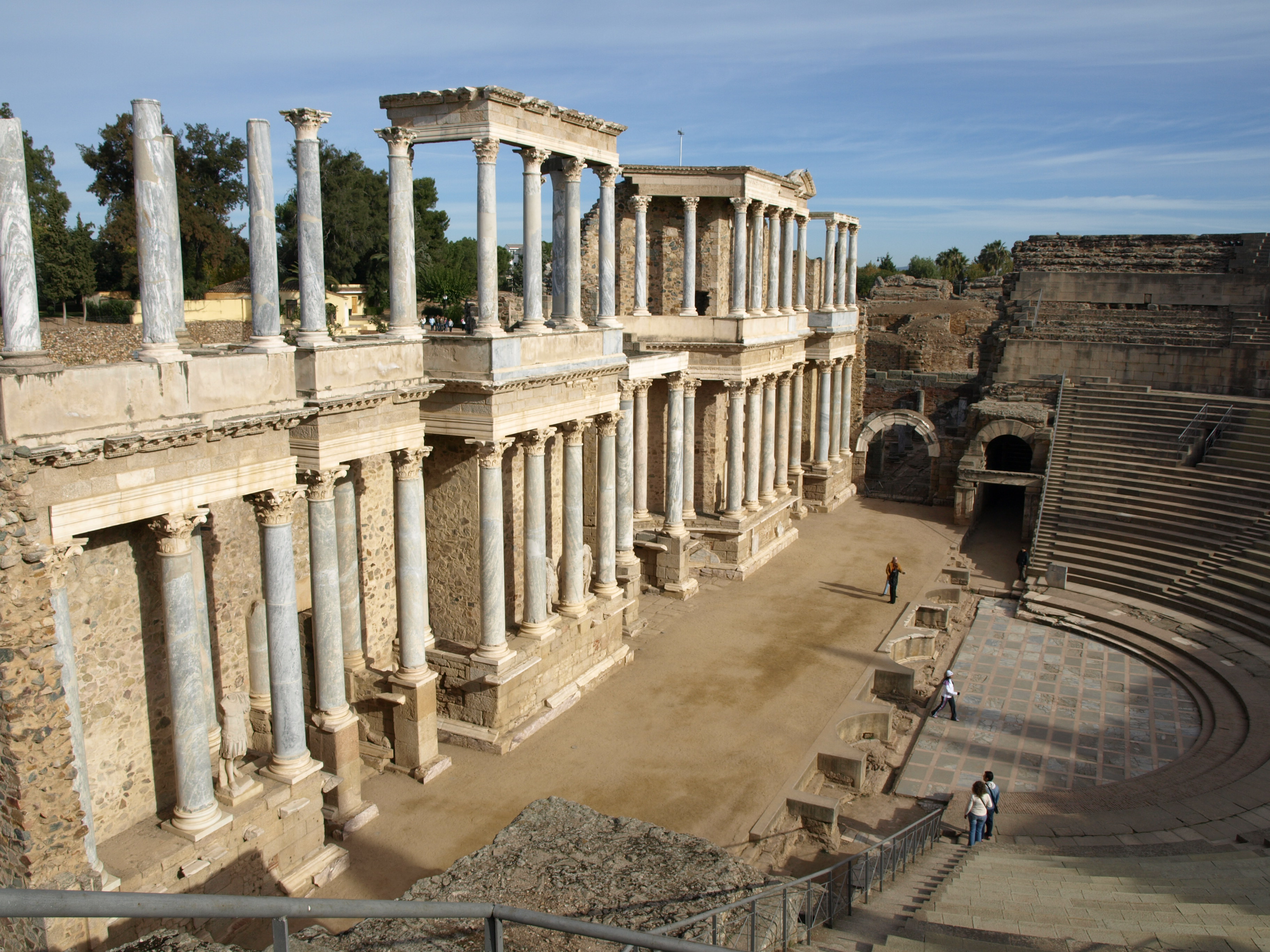
Teatre romà de Mèrida.

Augusta Emerita va ser fundada en 25 aC per Publio Carisio, com a representant de l'emperador Octavi August com a lloc d'assentament de les tropes llicenciades de les legions V (Alaudae) i X (Gemina). Amb el temps, aquesta ciutat es convertiria en una de les més importants de tota Hispània, capital de la província de Lusitània i centre econòmic i cultural.

#### Itàlica
Itàlica (situada on avui s'emplaça la localitat de Santiponce, a la província de Sevilla) va ser la primera ciutat purament romana fundada a Hispània. En finalitzar la segona guerra púnica, Escipión «l'Africà» va repartir entre les legions romanes parcel·les de terra a la vall del riu Betis (actual Guadalquivir), de manera que, encara que Itàlica neix com un hospital de campanya per als ferits de la batalla de Ilipa, es va convertir posteriorment en un assentament de veterans de guerra i després en un municipi, en el marge oest del riu Betis en 206 a. C.
És durant l'època d'August quan Itàlica aconsegueix l'estatus de municipi, amb dret a encunyar moneda; però aconsegueix el seu període de major esplendor durant els regnats dels cèsars Trajà i Hadrià a la fi del segle I i durant el segle ii, originaris d'Itàlica, que donarien un gran prestigi a l'antiga colònia hispànica a Roma. Tots dos emperadors van ser particularment generosos amb llur ciutat natal, que van ampliar i en van revitalitzar l'economia. Hadrià mana construir la nova urbs, la ciutat nova, ciutat que només va tenir certa activitat durant els segles II i III.
També durant el govern d'Hadrià, la ciutat canvia el seu estatus de municipi per passar a ser colònia romana, copiant de Roma les seves institucions. És en aquest moment quan passa a dir-se Colònia Aelia Augusta Itàlica, en honor de l'emperador. En aquells dies, ja existia al senat romà un important grup de pressió procedent de la ciutat hispànica.

#### Cartago Nova

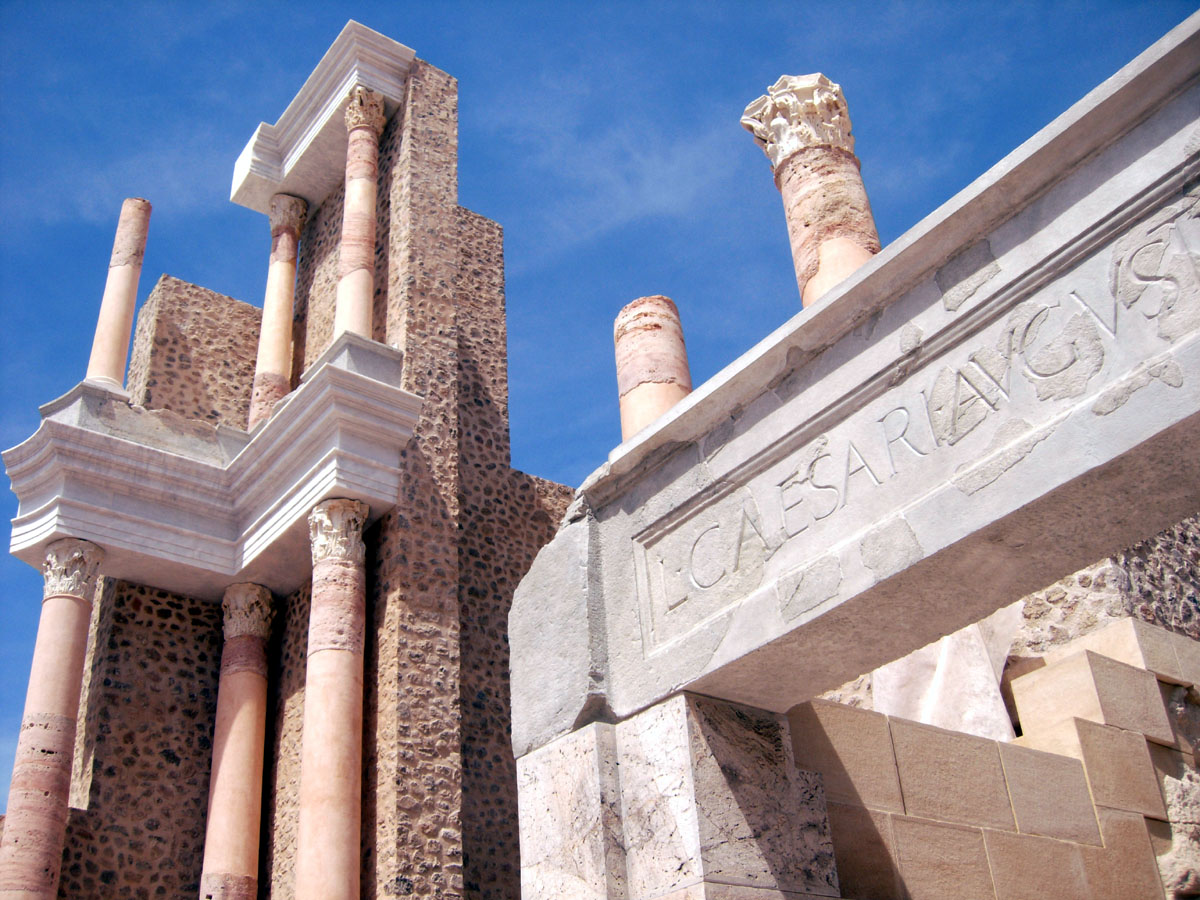
Teatre romà de Cartagena en procés de restauració.

Fundada al voltant de l'any 227 aC pel general cartaginès Hasdrúbal el Bell amb el nom de Qart Hadasht ('Ciutat Nova'), sobre un possible assentament tartessi de nom mastians. Situada estratègicament en un ampli port natural d'on es controlaven les mines de plata de Cartago Nova.
Va ser presa pel general romà Escipió l'Africà l'any 209 aC en el transcurs de la Segona Guerra Púnica amb la finalitat de tallar el subministrament de plata al general Hanníbal Barca.
L'any 44 aC la ciutat rebria el títol de colònia sota la denominació «Colònia Urbs Iulia Nova Cartago» (C.V.I.N.C), fundada amb ciutadans de dret romà o llatí.
El 27 aC, August va decidir reorganitzar Hispània, de manera que la ciutat va ser inclosa a la nova Província imperial de la Tarraconesa, i entre Tiberi i Claudi va ser convertida en capital del convent jurídic Cartaginès.
Durant el mandat d'August, la ciutat va ser sotmesa a un ambiciós programa d'urbanització que va incloure, entre altres intervencions urbanístiques, la construcció d'un impressionant Teatre romà, l'augustèum (edifici de culte imperial) i un fòrum.
Més endavant, en temps de l'emperador Dioclecià, va ser convertida a la capital de la Província romana Cartaginesa, escindida de la Tarraconesa.

## Obres militars
Les obres militars van ser el primer tipus d'infraestructures que van construir els romans a Hispània, a causa del seu enfrontament en la península amb els cartaginesos durant la Segona Guerra Púnica.

### Campaments
El campament romà era el centre principal de l'estratègia militar passiva o activa. Podien ser temporals, establerts amb algun propòsit militar immediat, o concebuts per acantonar a les tropes durant l'hivern; en aquest cas es construïen amb argamassa i fusta. També podien ser permanents, amb l'objecte de sotmetre o controlar una zona a llarg termini, per a això se solia utilitzar la pedra per construir les seves fortificacions. Molts campaments es van convertir en la pràctica en centres estables de població, arribant a convertir-se en veritables ciutats, com és el cas de León.

### Muralles
Una vegada establerta una colònia o un campament estable, la necessitat de defensar aquests nuclis comportava la construcció de potents muralles. Els romans van heretar i àdhuc van millorar la tradició poliorcética dels grecs, i durant els segles II i I a. C. van erigir importants muralles, habitualment amb la tècnica del doble parament de carreus amb un farcit interior de morter, pedres i formigó romà. L'espessor del drap podia oscil·lar entre els quatre fins a fins i tot els deu metres. Després del període de la pax romana, en què aquestes defenses eren prescindibles, les invasions dels pobles germànics van reactivar la construcció de muralles.
Són destacables en l'actualitat les restes de muralles romanes existents a Saragossa, Lugo, León, Tarragona, Astorga, Còrdova, Segòbriga o Barcelona.

## Obres civils

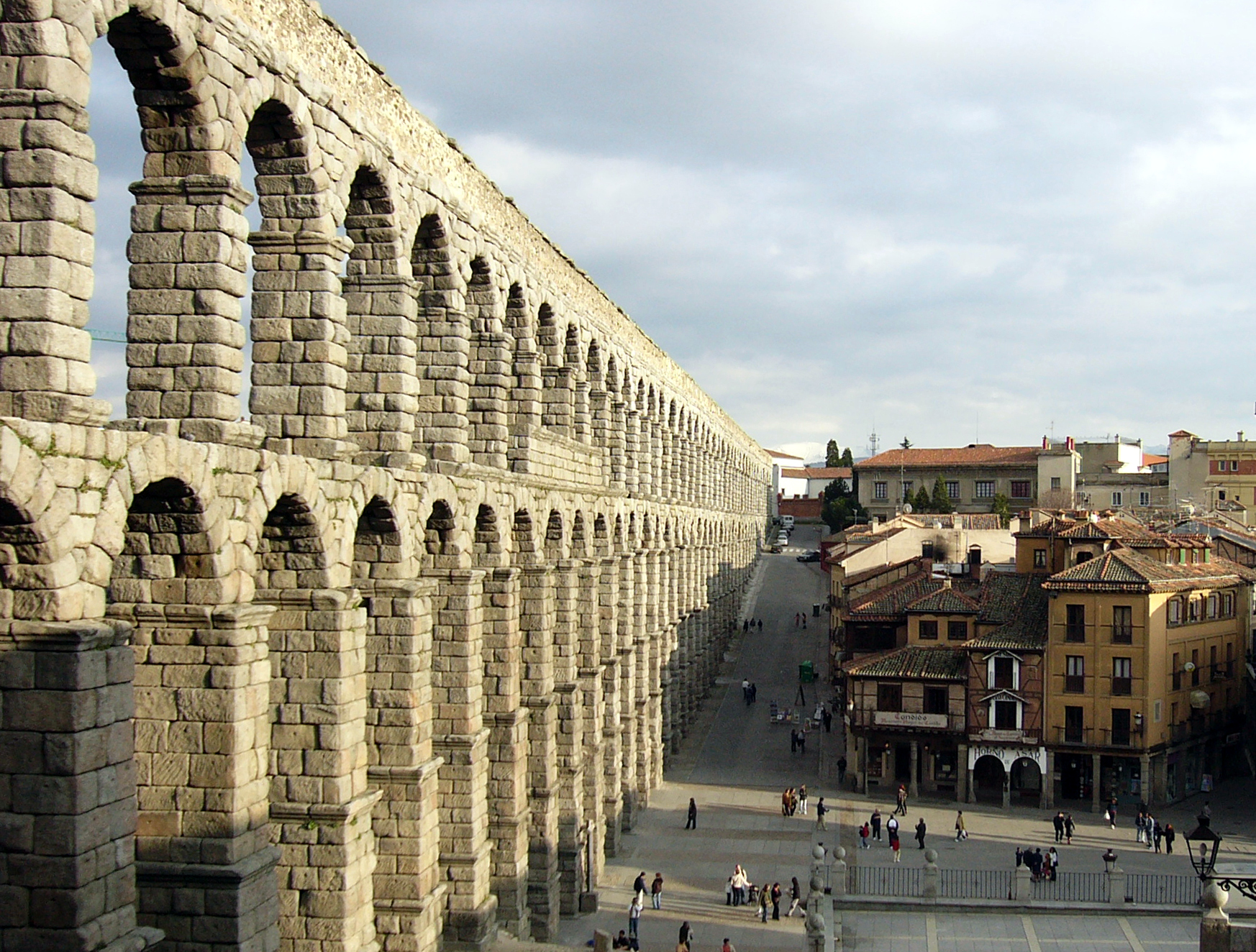
Aqüeducte de Segòvia, una de les majors obres civils romanes a Hispània.

La civilització romana és coneguda com la gran constructora d'infraestructures. Va ser la primera civilització que va dedicar un esforç seriós i decidit per aquest tipus d'obres civils com a base per a l'assentament de la població i la conservació del seu domini militar i econòmic sobre l'extens territori de l'imperi. Les construccions més importants són les calçades, ponts i aqüeductes.

### Les grans infraestructures
Fos dins o fora de l'entorn urbà, aquestes infraestructures es van convertir en vitals per al normal funcionament de l'economia de la ciutat, perquè permetien el proveïment d'allò que li resultava més essencial, ja fos l'aigua per via dels aqüeductes o els subministraments d'aliments i béns a través de l'eficient xarxa de calçades. A més, qualsevol ciutat de mitja importància comptava amb un sistema de clavegueram per permetre el drenatge tant de les aigües residuals com de la pluja per impedir que aquesta s'estanqués als carrers.

#### Calçades i vies
Dins de les infraestructures d'ús civil que els romans van construir molt durant el seu domini a Hispània, destaquen les calçades romanes, que van vertebrar el territori peninsular unint des de Cadis fins als Pirineus i des d'Astúries fins a Múrcia, cobrint els litorals mediterrani i atlàntic a través de les conegudes «vies romanes». Hi circulava un comerç en auge, encoratjat per l'estabilitat política del territori al llarg de diversos segles.
D'entre aquestes vies, les més importants eren:
- Via Bategui, avui coneguda com a Via de la Plata
- Via Augusta, la calçada romana més llarga de l'Imperi romà a Espanya, amb 1500 km i diversos trams.
- Via Exterior

Principals vies romanes d'Hispània.

Per senyalitzar les distàncies en aquestes vies es col·locaven els anomenats miliarios, que en forma de columna com el de la imatge o de grans pedres, marcaven la distància des del punt d'origen de la via en milers de passos (milles).
Actualment, la major part del recorregut d'aquestes vies es correspon amb el traçat de les actuals carreteres nacionals o autopistes dels actuals estats d'Espanya i Portugal, la qual cosa confirma l'encert romà en l'elecció òptima del traçat d'aquestes.

#### Ponts
Els ponts romans, complement indispensable de les calçades, permetien a aquestes salvar els obstacles que suposaven els rius, que en el cas de la península Ibèrica poden arribar a ser molt amples. Davant aquest desafiament que la geografia presentava a Roma, aquesta va respondre amb les quals tal vegada són les més duradores i fiables de les seves construccions. Encara que també es van construir una gran quantitat de ponts de fusta sobre els llits menors, avui coneixem per «pont romà» a les construccions de pedra.

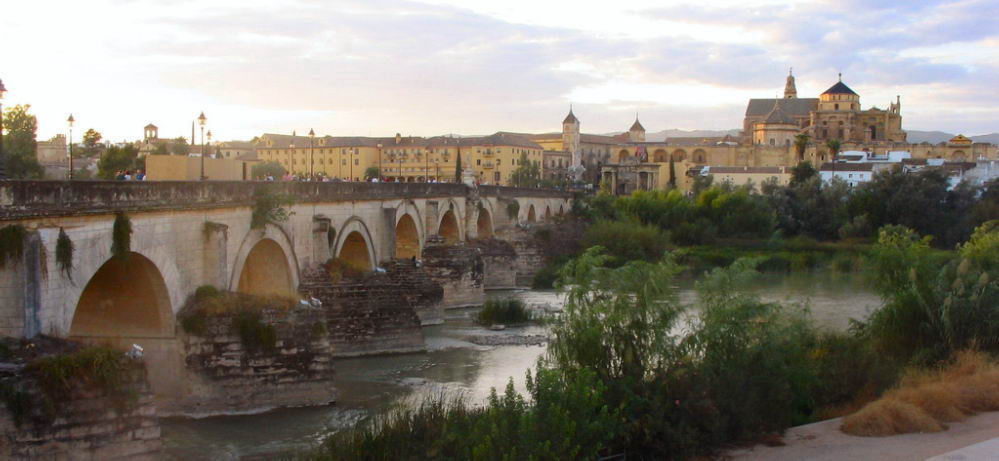
Puente romà de Còrdova.

El típic pont romà està format per una plataforma sostinguda per arcs de mig punt, de semicercles o de segments de cercles. Es donen també casos de ponts sobre cercles complets. Aquests arcs o segments d'arcs reben el nom d'«ulls». Els pilars sobre l'aigua inclouen unes construccions en forma de tascó anomenades «tallamars» per a reconduir el corrent d'aigua.

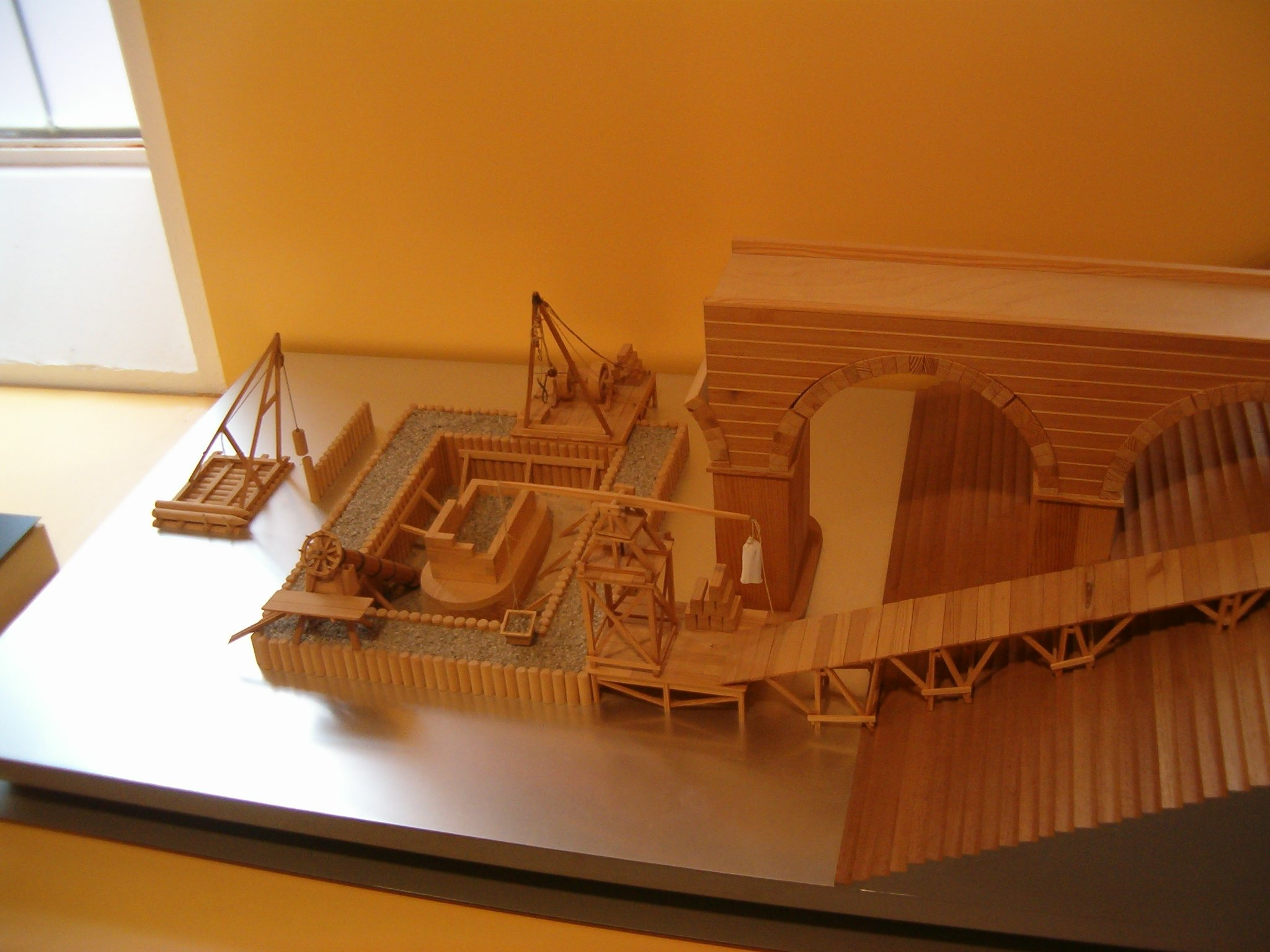
Maqueta de la construcció dels pilars d'un pont romà.

Sobre aquests arcs se situa la plataforma sobre la qual finalment es podrà circular. Aquesta plataforma forma dues rampes que les seves rasants es troben al centre, encara que en els ponts més llargs el drenatge és cap a tots dos costats del pont.
Aquest reeixit model de construcció es va estendre fins entrada l'edat mitjana, i avui és difícil saber en alguns casos si alguns ponts són realment romans o construccions posteriors que van seguir el mateix patró.

#### Aqüeductes
Un nucli urbà important precisava abans de res una aportació d'aigua constant que permetés el proveïment de milers de persones concentrades en un mateix lloc que podia trobar-se a vegades a diversos quilòmetres de distància de les fonts naturals d'aigua. Per aconseguir aquest flux continu d'aigua es van construir els aqüeductes.

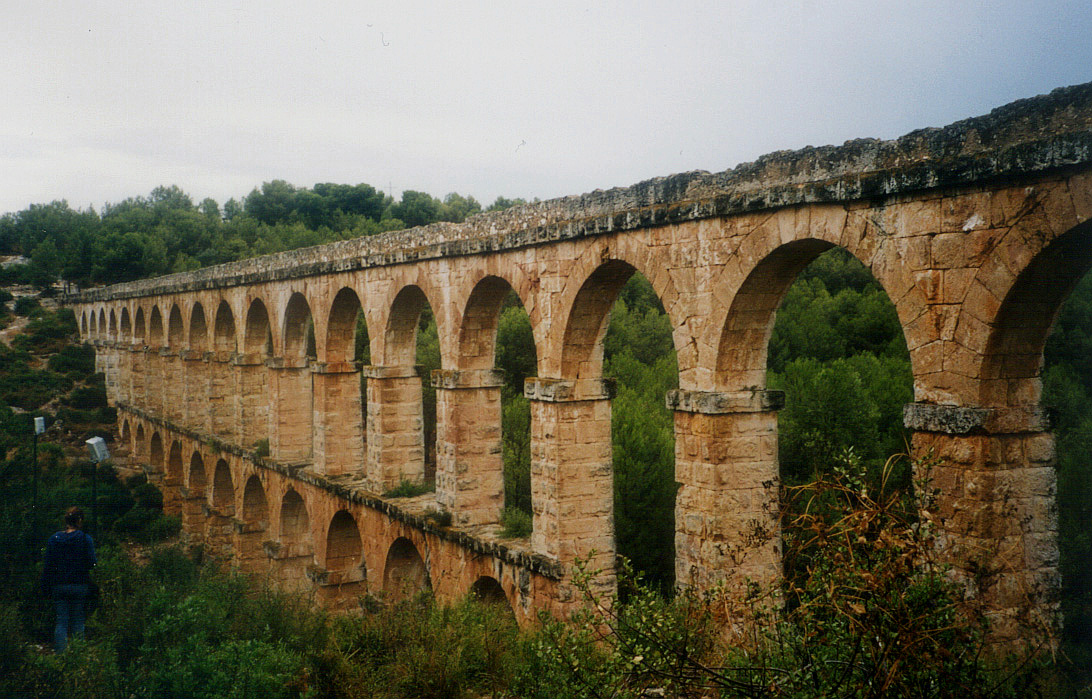
Aqüeducte de les Ferreras situat als afores de la ciutat romana de Tàrraco.

La part més gran –i invisible– de l'aqüeducte romà era, malgrat el que pogués semblar, subterrània. No obstant això, avui coneixem com a aqüeducte a les obres monumentals edificades per salvar els obstacles geogràfics per a de donar continuïtat a aquests conductes. L'esveltesa d'aquesta mena de construccions, al costat de la tremenda altura impressionant d'algunes obres, en van les obres més belles de l'enginyeria civil de tots els temps, sobretot quan hom s'adona de les dificultats tècniques que van superar.
Per a la construcció d'un aqüeducte, es buscava, en primer lloc, la font de l'aigua, canalitzant un llit natural mitjançant la construcció d'un canal, i deixant que el pendent del terreny portés l'aigua a través d'aquest canal fins a un llac artificial (una vegada construïda la represa per emmagatzemar aigua en el mateix si fos necessari). Això garantia l'aportació constant d'aigua durant tot l'any.

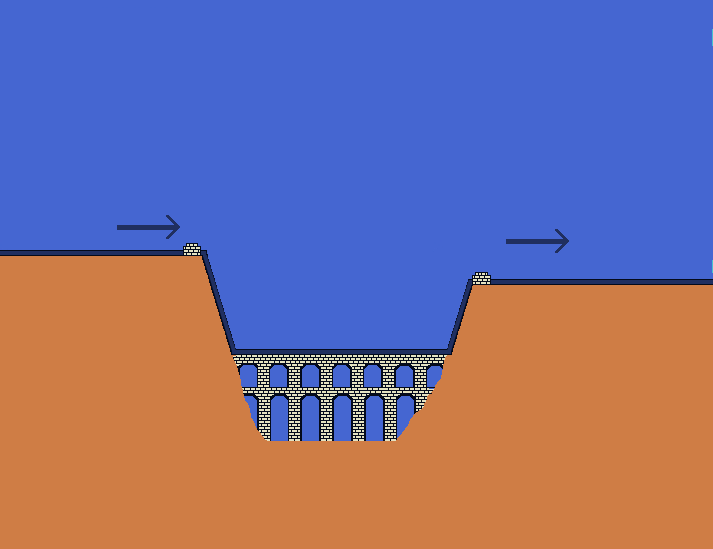
Esquema d'un sifó.

A partir d'aquest punt, l'aigua podia ser transportada per canals, ja anessin de pedra, de canonada de ceràmica o de plom. Aquesta última solució provocaria no pocs problemes de salut al món romà d'enverinament per plom (saturnisme), problema que s'estendria gairebé fins a l'actualitat en alguns llocs on aquest tipus de canalitzacions s'ha usat en abundància. La conducció de plom, més fàcilment manejable, s'usava més a la xarxa de distribució urbana a causa del seu elevat preu, encara que també s'usava en els sifons, el mecanisme dels quals s'explica més endavant.

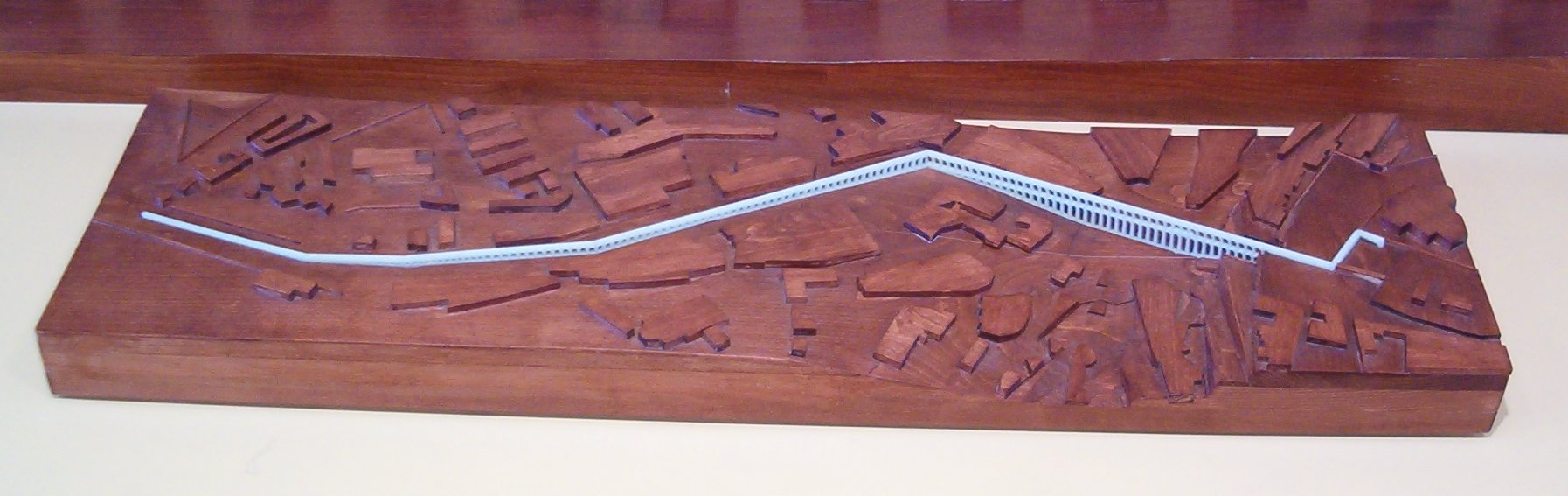
Maqueta de l'aqüeducte de Segòvia.

D'aquesta forma, l'aigua procedent del llac artificial era transportada per un canal subterrani fins al nucli urbà, gairebé sempre aprofitant el pendent del terreny, encara que a vegades també es construïen sifons, que permetien salvar un pendent descendent sense necessitat de construir els famosos ponts però conservant la pressió del cabal. En el sifó s'aprofita la pressió resultant de la caiguda de l'aigua per elevar-la a l'altre costat, conservant aquesta pressió a costa de perdre alguna cosa del cabal. Es tracta d'una aplicació del principi dels vasos comunicants.
Destaquen pel seu estat de conservació, en primer lloc, l'aqüeducte de Segòvia, que és la construcció romana més famosa de la península Ibèrica, seguit per l'aqüeducte de Tarragona o «Pont del Diable», i també les restes de l'aqüeducte de Mèrida, conegut com l'«aqüeducte dels Miracles».

### Les infraestructures urbanes
Dins de l'entorn urbà destaquen les termes i claveguerams; i també són remarcables les construccions destinades a l'oci i la cultura, com els teatres, circs i amfiteatres.

#### Termes

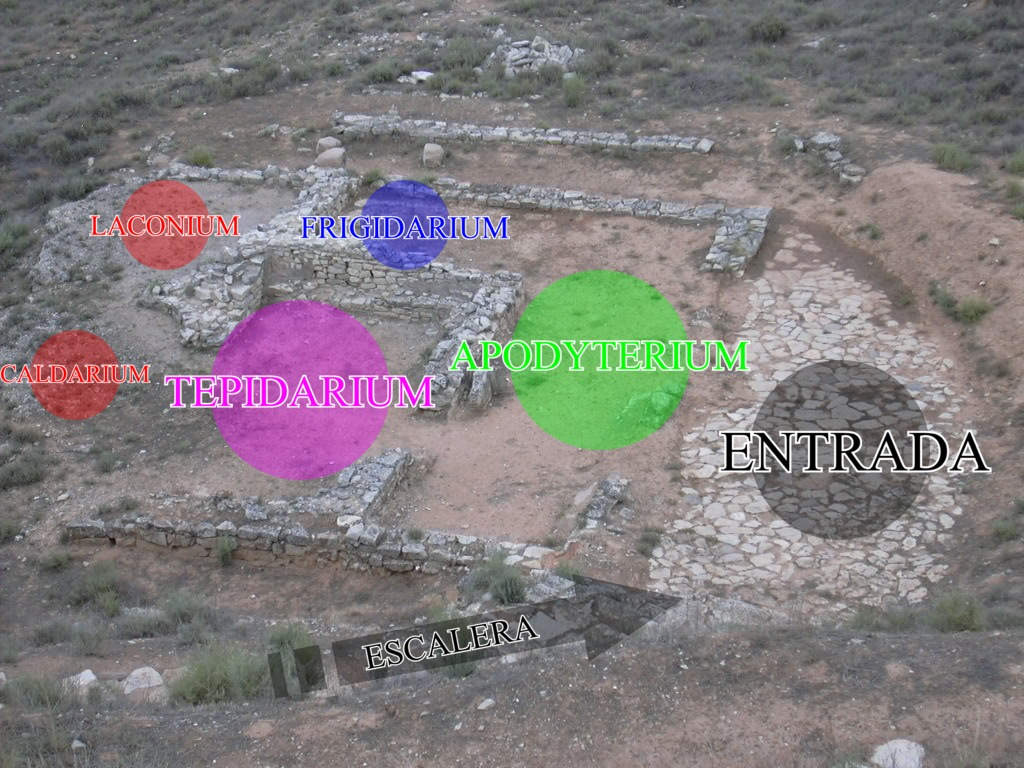
Esquema d'una terma sobre les restes de les termes de Azaila (Terol).

La cultura romana rendia culte al cos i, per tant, a la higiene corporal. Les termes o banys públics es van convertir en llocs de reunió de persones de tota condició social, i el seu ús era fomentat per les autoritats, que a vegades van sufragar les seves despeses fent l'accés a les mateixes gratuït per a la població. Encara que homes i dones compartien a vegades els mateixos espais, les hores de bany eren diferents per als uns i els altres: les dones acudien al matí mentre els homes ho feien al capvespre. En aquelles que disposaven de seccions separades per a homes i dones, a l'àrea destinada a aquestes se li donava el nom de «balnea».

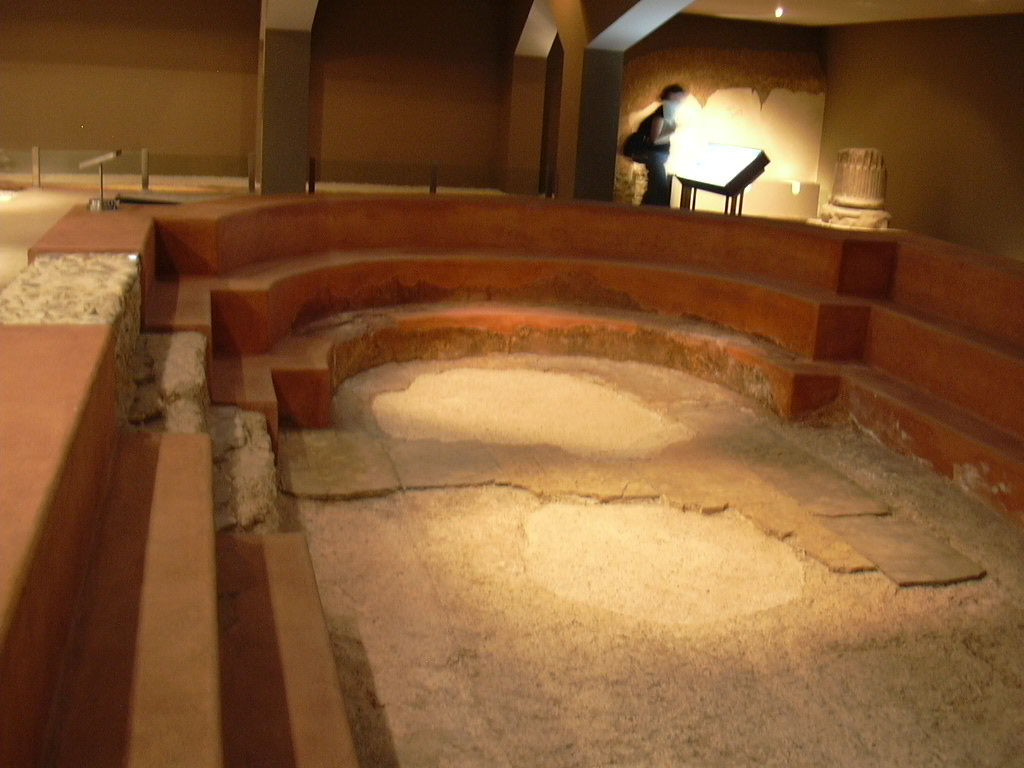
Piscina de les termes de Caesaraugusta.

En la península Ibèrica existeix una gran diversitat arqueològica d'aquest tipus d'edificis, destacant pel seu estat de conservació les termes de Alange, prop de Mèrida, que després de diversos processos de reforma al llarg dels segles xviii i xix, avui es troben obertes al públic com a part d'un balneari d'aigües medicinals.
La funció de laterma romana en defineix l'estructura, tal com es pot veure en la imatge esquemàtica d'Azaila. L'apodyterium n'era, a més de l'entrada, la zona de vestuari. A continuació es passava al «tepidarium», que consistia en una sala temperada que al seu torn donava pas al frigidarium sala d'aigua freda o al caldearium, sales d'aigua calenta. El caldearium s'orientava al sud per rebre més llum solar. Sota el sòl d'aquesta sala es feia passar una sèrie de canonades per on circulava aigua calenta. El frigidarium, no obstant això, solia ser una piscina oberta d'aigua freda.
Per regla general, les termes s'envoltaven de jardins i altres edificis accessoris amb serveis per als visitants com a gimnasos, biblioteques o altres llocs de reunió (laconium), tot això amb el propòsit de proporcionar als clients un ambient agradable i tonificant. A les termes  molt de personal era de menester, sobretot tenint en compte les quantitats d'aigua calenta i per atendre adequadament als clients.

#### Clavegueram
Els romans van comprendre des del principi del seu auge com a civilització que una ciutat havia de tenir un sistema eficient d'eliminació de les aigües grises. Per a això van construir a totes les ciutats de certa importància un sistema de clavegueram que encara avui continuen complint aquesta funció. A Mèrida, per exemple, el clavegueram romà es va fer servir fins fa pocs anys, i el seu traçat serveix encara com a referència per conèixer com era l'antiga ciutat romana. En altres ciutats com Lleó (inicialment fundada com un campament de la Legió VII Gemina) es conserven vestigis d'aquestes infraestructures, i en Itàlica serveixen com a exemple al visitant en els dies plujosos de la perfecció del sistema de drenatge dels carrers per evitar-ne l'embassada.

#### El teatre
La literatura clàssica, tant grega com romana, està repleta de grans drames, i encara que en realitat, el teatre romà té el seu origen en les arrels etrusques de la cultura, no és menys cert que molt ràpid va adoptar les característiques de la tragèdia i la comèdia gregues.

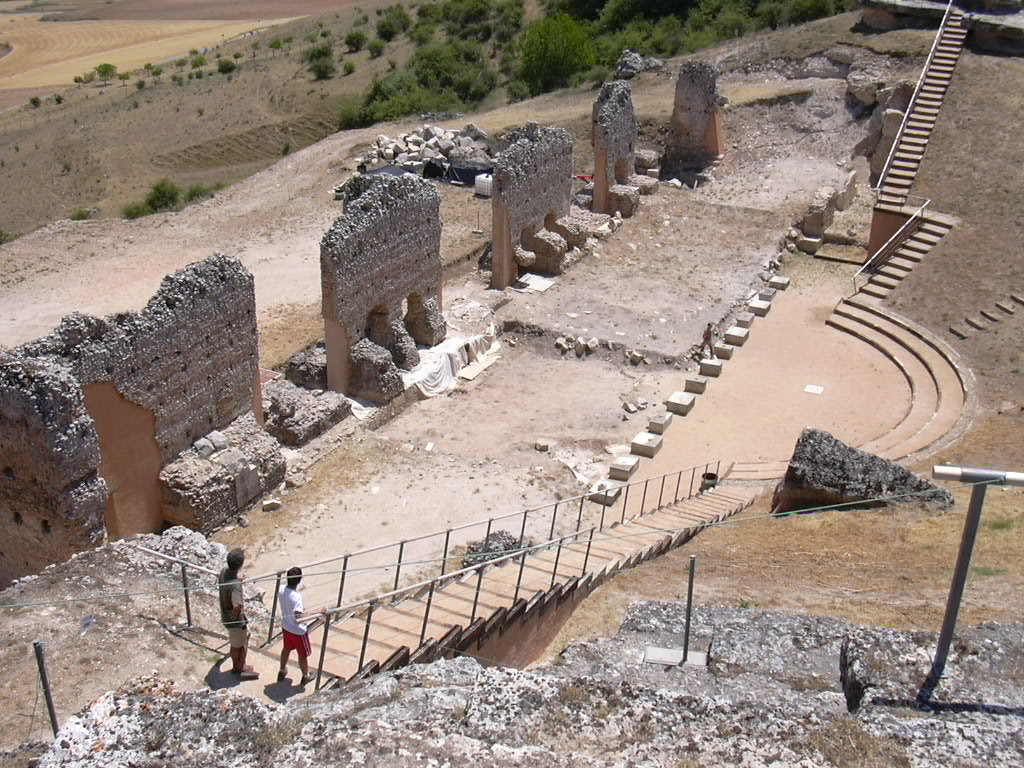
Teatre de Clunia.

El teatre era una de les activitats d'oci favorites de la població hispanoromana, i igual que amb altres edificacions d'interès públic, cap ciutat en tenia un. Tant és així que el teatre d'Augusta Emerita va ser construït pràcticament al mateix temps que la resta de la ciutat pel cònsol Marc Agripa, gendre de l'emperador Octavi August. Es conserven restes d'almenys tretze teatres romans a la península Ibèrica.
El teatre romà no tenia com a principal activitat les representacions de comèdies o drames, com que era un edifici dedicat a celebracions que enaltien a l'emperador, es tracta, per tant, d'un lloc més aviat polític, i no de lleure, encara que en alguna ocasió s'hi va fer teatre sense ànim polític. L'àmplia profusió de teatres a Hispània té a veure amb la vida política de les ciutats, com que totes les ciutats aspiren a tenir un teatre propi. L'exemple més gran és el d'Emèrita Augusta (Mèrida) el programa iconogràfic de la qual de la scaena representa August i la seva família, igual que les estàtues procedents de les sales posteriors a la scaena, en les quals es posen estàtues de Tiberi, el seu successor, al costat d'August. El primer teatre monumental (en pedra) a Roma va ser el de Pompeu, a la graderia del qual, al capdamunt, hi havia un temple dedicat a la deessa Venus Vincitrix, i al pòrtic darrere de la scaena, entre diferents sales, va construir just en l'eix amb el centre de la scaena i el temple de la deessa, una sala presidida per una colossal estatuta de si mateix. En aquest lloc podia reunir-se el Senat romà.

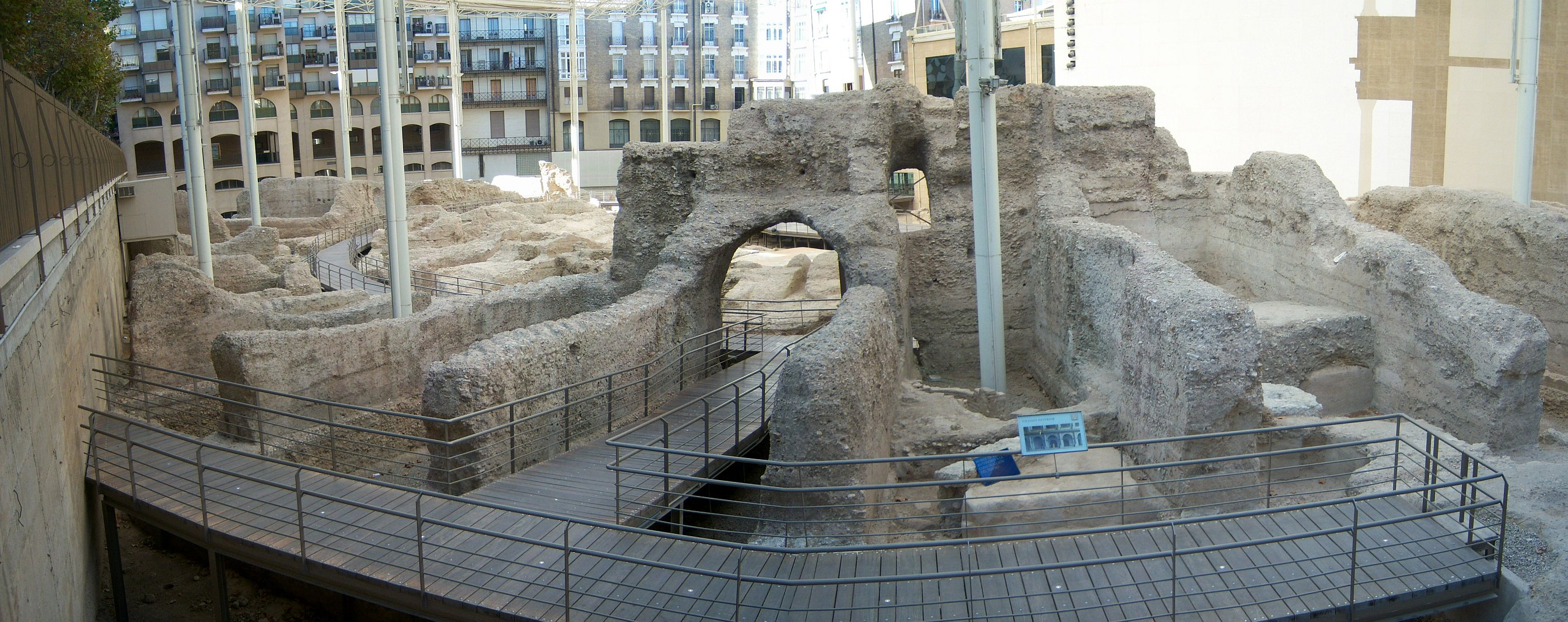
Restes de l'antic teatre romà de Cesaraugusta, en la moderna Zaragoza. Construït amb opus caementicium es pot apreciar una de les seves vomitorias.

El 1990 es va descobrir el Teatre romà de Cartagena, potser el millor conservat de tota Hispània, i en l'actualitat recuperat per a la societat amb la resta de l'entramat urbà. L'edifici va ser commemorat a Luci i Gai Agripa en temps d'August. cal destacar que és al costat de l'antiga catedral de Cartagena (Santa Maria) de la diòcesi de Cartagena, obra del segle xiii i d'estil neorromànic. La rehabilitació del mateix va ser duta a terme per Experts arqueòlegs, la van rehabilitar i van recuperar un edifici social construït entre els anys 5 i 1 aC i amb capacitat per uns 6000 espectadors.
 A més, es va encarregar l'arquitecte Rafael Moneo l'obra de recuperació del Palacio Pascual de Riquelme, edifici d'estil modernista i que serveix com a seu del museu romà, que comunica amb el teatre.
Tenim un exemple que el teatre romà era un edifici per a celebracions polítiques en el teatre d'Itàlica (Santiponce, Sevilla). Al proscaenium hi ha una inscripció en la qual dues duoviri i pontifiquis primi creati (batlles i pontífexs màxims) que dedicaven a la ciutat una millora del teatre, casualment, un d'ells era avantpassat de l'emperador Trajà.
Altres exemples els tenim a la ciutat de Baelo Claudia (Bolonya, Cadis), una ciutat que té un imponent teatre romà dins de la muralla. Construit dins d'una ciutat en la qual amb prou feines s'han trobat cases dins, fa pensar en la importància de l'edifici, de caràcter civil, per a fer les representacions polítiques per a l'emperador. Ja que una ciutat que amb prou feines té població, es creu que vivien als voltants dispersos, que tingui un teatre de tals magnituds, no és més que per albergar a moltes persones no només procedents de la ciutat mateixa, sinó de tot el seu territori o municipium en les cerimònies civils.(Hipòtesis seguides i demostrades des de fa anys per D. Manuel Bendala Galán i altres autors).

El teatre com a edifici és singular en molts aspectes. Principalment, es compon d'una graderia semicircular anomenada cavea que envolta un espai central destinat als cors (orchestra), i enfront d'aquest hi ha l'escenari, rematat pel «frons scaenae». Després d'aquest escenari hi ha les zones destinades als actors (postcaenium). L'entrada i sortida d'espectadors es fa a través d'uns túnels d'accés anomenats vomitoris.
Sense cap dubte, els teatres millor conservats a la Península són el de Mèrida i el de Cartagena, a causa de la importància de les reformes i els resultats obtinguts, encara que també els teatres d'Itàlica, Sagunt, Clunia, Caesaraugusta (avui Saragossa) i uns altres formen part del tresor arqueològic. Alguns acullen encara avui festivals de teatre, i compleixen la funció per la qual van ser edificats, en alguns casos més de dos mil anys enrere.

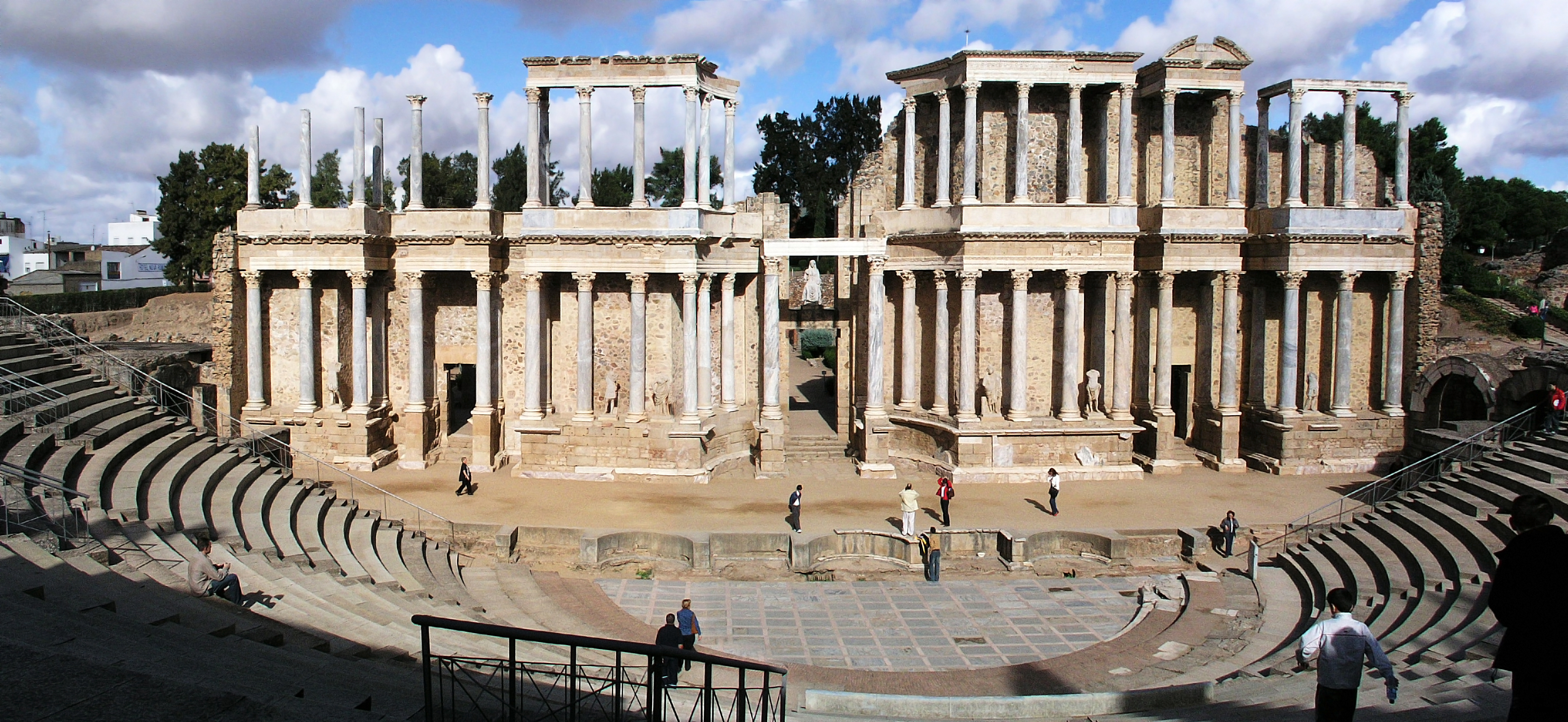
Teatre romà de Mèrida.

Cal assenyalar, tanmateix, que la reconstrucció efectuada sobre el teatre de Sagunt, projectada pels arquitectes Giorgio Grassi i Manuel Portaceli i duta a terme entre 1983 i 1993 es troba encara avui sumida en la polèmica i en la disputa jurídica, i fins i tot una sentència judicial obliga a la demolició de tot el treball de reconstrucció i a la devolució del teatre a les condicions en les quals es trobava abans de la mateixa. No sembla probable, no obstant això, que semblant sentència pugui ser executada, ja que no pot garantir-se la conservació del teatre original davant l'envergadura de la labor de demolició necessària, per la qual cosa segurament el teatre romà de Sagunt quedarà com a exemple de «com no ha d'efectuar-se un treball de restauració».

#### Amfiteatres

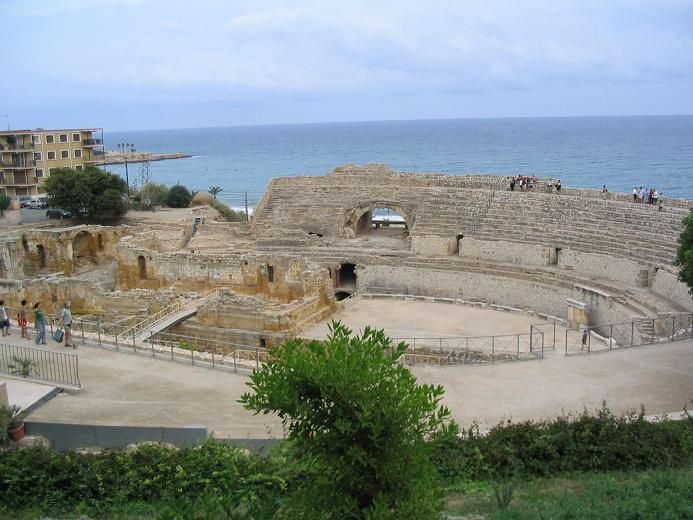
Amfiteatre de Tarragona.

La cultura romana posseïa uns valors respecte a la vida humana molt diferents dels que avui imperen a Europa. El sistema esclavista, que feia possible que un home perdés la condició d'«home lliure» per diversos motius (delictes, deutes, captures militars, etc.) i, per tant, es veiés privat de tots els seus drets, propiciava un nou espectacle que encara que avui seria injuriat com a salvatge i brutal, en aquella època constituïa un dels atractius més poderosos de la vida urbana: la lluita de gladiadors. No només els esclaus participaven en aquesta mena de lluites (si bé la immensa majoria dels gladiadors l'eren), sinó que també hi havia qui feia carrera com gladiador per diners, favors o glòria. Fins i tot algun emperador es va atrevir a vegades a baixar a l'arena per practicar aquest sagnant «esport», com en el cas de Còmmode.

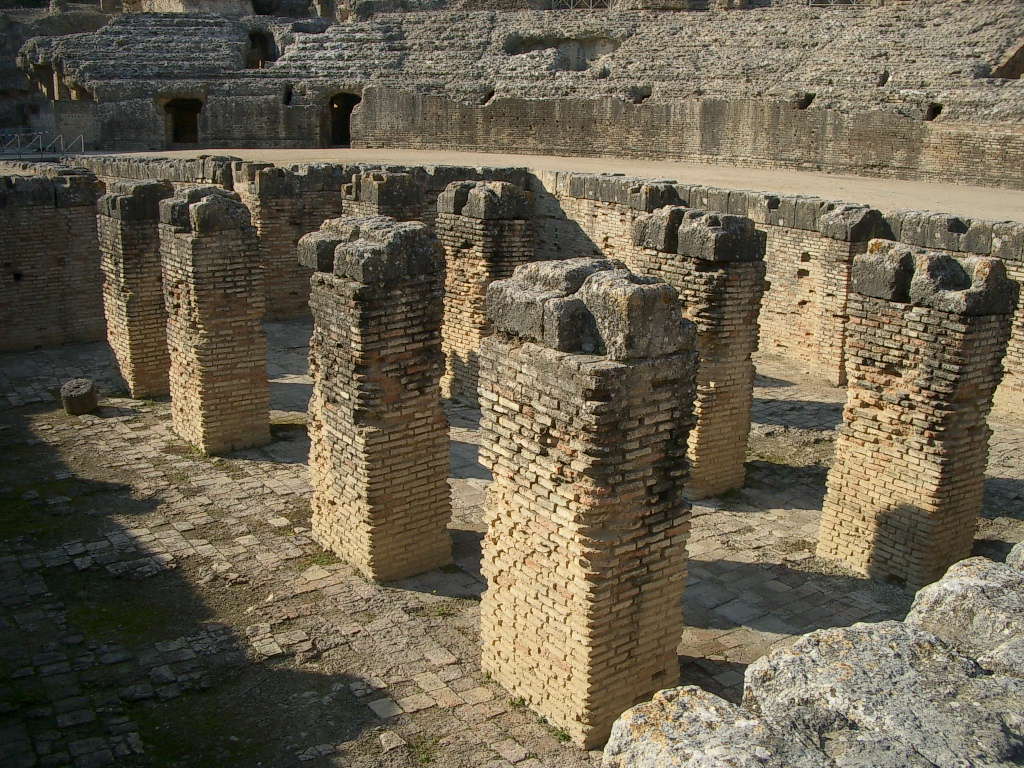
Fossat de l'amfiteatre d'Itàlica.

Els espectacles de lluita tenien lloc al principi al circ, però posteriorment es van construir amfiteatres, edificis de planta el·líptica destinats exclusivament a la lluita.
El primer amfiteatre en pedra es va edificar a Roma, model que va ser exportat a les principals ciutats de tot l'imperi. Sota la sorra d'aquest amfiteatre hi havia el fossat, on gladiadors i feres eren preparats o romanien tancats fins a l'hora de la lluita. Aquest fossat era cobert per un sostre de fusta sobre el qual hi havia l'escenari de les lluites. Al voltant d'aquesta superfície de sorra el·líptica hi havia les graderies on el públic assistia als «jocs».
Indubtablement, és el Coliseu de Roma l'amfiteatre més conegut i monumental del món, encara que dins d'Hispània se'n van edificar diversos les restes dels quals encara es conserven, com els de Cartagena (en obres de museïtzació)
, Itàlica, Jerez, Tarragona o Mèrida.

## La transformació de les societats preromanes
No es pot considerar aquest aspecte de la romanització d'Hispània com un bloc unitari, ja que la influència romana va ser recorrent progressivament la península en un perllongat període de dos segles. A més, els pobles preromans
 tenien un caràcter molt diferent de les diferents parts de la península. Així, les zones prèviament sota influència grega van ser fàcilment assimilades, mentre aquelles que es van enfrontar a la dominació romana van tenir un període d'assimilació cultural molt més perllongat.

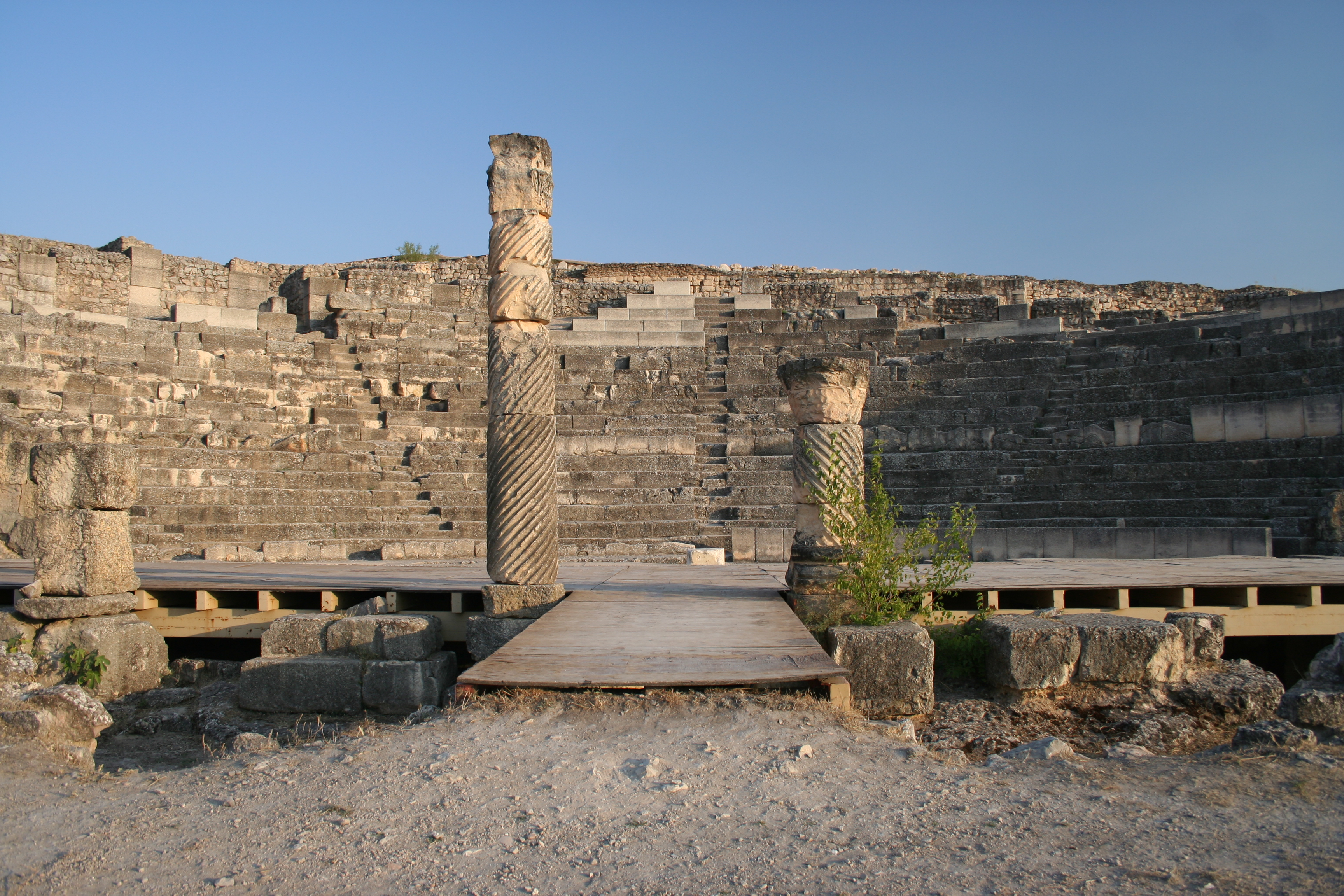
Teatre romà de Segóbriga.

En aquest procés les cultures preromanes
 van perdre la seva llengua i costums ancestrals, a excepció de l'idioma basc, que va sobreviure en els vessants occidentals dels Pirineus on la influència romana no va ser tan intensa. La cultura romana s'estenia conjuntament amb els interessos comercials de Roma, demorant-se a arribar a aquells llocs de menor importància estratègica per a l'economia de l'Imperi.
D'aquesta manera, la costa mediterrània, habitada abans de l'arribada dels romans per pobles d'origen íber,
 ilerget i turdetà
 entre d'altres, va adoptar amb relativa rapidesa la manera de vida romà. Les primeres ciutats romanes es fundarien en aquests territoris, com Tarraco al nord-est o Itàlica al sud, en ple període d'enfrontament amb Cartago. Des d'aquestes es va expandir la cultura romana pels territoris que les circumdaven. Unes altres d'anterior fundació com Qart Hadasht (actual Cartagena) al sud, van passar a ser ciutats romanes.

No obstant això, altres pobles peninsulars no van resultar tan predisposats a l'abandó de les seves respectives cultures, especialment a l'interior, on la cultura celtibera era ben assentada. El principal motiu per a aquest rebuig va ser la resistència armada que aquests pobles van presentar al llarg de la conquesta romana, amb episodis com Numància o la rebel·lió de Viriat. Existia, per tant, una forta predisposició al rebuig de les formes culturals romanes que perduraria fins a la conquesta efectiva del territori peninsular per les legions d'August, ja a l'any 19 a. C. En qualsevol cas, la cultura celtíbera no va sobreviure a l'impacte cultural una vegada que Roma es va assentar de forma definitiva als seus territoris, i el centre d'Hispània passaria a formar part de l'entramat econòmic de l'Imperi.
Indubtablement, la civilització romana era molt més refinada que la dels pobladors de la Hispània preromans
el que en va facilitar l'adopció pels pobles conquerits. Roma patia a més una forta tendència al xovinisme que li feia menyspreables cultures foranes, que denominava en general «bàrbars», per la qual cosa qualsevol relació fluida amb la metròpoli implicava imitar la manera de vida d'aquesta. D'altra banda, per a l'elit social del període anterior no va resultar un sacrifici, sinó més aviat el contrari, convertir-se en la nova elit hispanoromana, passant de l'austera manera de vida anterior a gaudir de les «comoditats» dels serveis de les noves urbs i de l'estabilitat política que l'Imperi portava amb si. Aquestes elits van ocupar de pas els llocs de govern en les noves institucions municipals, convertint-se en magistrats i incorporant-se als exèrcits romans on es podia créixer políticament al mateix temps que es progressava en la carrera militar.
Roma va impulsar a Hispània la repoblació, repartint terres entre els veterans de les legions que havien participat en la guerra contra Cartago. També moltes famílies procedents d'Itàlia s'hi van establir amb la finalitat d'aprofitar les riqueses que oferia un nou i fèrtil territori i de fet, algunes de les ciutats hispanes tenien l'estatut de «colònia», i els seus habitants tenien el dret a la ciutadania romana. Cal remarcar que tres emperadors romans, Teodosi I, Trajà i Hadrià, procedien d'Hispània així com els autors Quintiliaà, Marcial, Lucà i Sèneca.